# Bare, Kolašin
Bare este un sat din comuna Kolašin, Muntenegru. Conform datelor de la recensământul din 2003, localitatea are 63 de locuitori (la recensământul din 1991 erau 70 de locuitori).

## Demografie
În satul Bare locuiesc 54 de persoane adulte, iar vârsta medie a populației este de 40,4 de ani (40,4 la bărbați și 40,4 la femei). În localitate sunt 19 gospodării, iar numărul mediu de membri în gospodărie este de 3,32.
Populația localității este foarte eterogenă.
|  |

| Demografie | Demografie | Demografie |
| An         | Locuitori  | Locuitori  |
| ---------- | ---------- | ---------- |
|            |            |            |
|            |            |            |
|            |            |            |
|            |            |            |
| 1948       | 126        |            |
| 1953       | 124        |            |
| 1961       | 116        |            |
| 1971       | 108        |            |
| 1981       | 91         |            |
| 1991       | 70         | 68         |
| 2003       | 64         | 63         |

| \| Componența etnică conform recensământului din 2003[2] \| Componența etnică conform recensământului din 2003[2] \| Componența etnică conform recensământului din 2003[2] \| Componența etnică conform recensământului din 2003[2] \| Componența etnică conform recensământului din 2003[2] \| \| ----------------------------------------------------- \| ----------------------------------------------------- \| ----------------------------------------------------- \| ----------------------------------------------------- \| ----------------------------------------------------- \| \| \| \| \| \| \| \| Muntenegreni \| Muntenegreni \| \| 39 \| 61,9% \| \| Sârbi \| Sârbi \| \| 23 \| 36,5% \| \| necunoscută \| necunoscută \| \| 0 \| 0% \| |              |  |    |       |
| Componența etnică conform recensământului din 2003 |              |  |    |       |
| |              |  |    |       |
| Muntenegreni | Muntenegreni |  | 39 | 61,9% |
| Sârbi | Sârbi        |  | 23 | 36,5% |
| necunoscută | necunoscută  |  | 0  | 0%    |